# Sebastián Zaragoza
Sebastián Zaragoza Soto (San Fernando, 1945) es un militar español, Almirante, fue nombrado jefe de Estado Mayor y almirante general de la Armada en abril de 2004 en substitución del almirante Francisco Torrente.
Formado en la Escuela Naval de Marín, finalizó su carrera en 1967 como Alférez, estando diplomado en Guerra Naval y especialista en comunicaciones navales. Fue ascendido a Almirante en enero de 2004, y en abril del mismo año a almirante general, al ser nombrado jefe del Estado Mayor de la Armada.
Ha ocupado distintos destino en navíos de guerra durante siete años, fue Comandante del dragaminas Tajo, del buque de Salvamento Poseidón, de la fragata Baleares y del Buque-Escuela Juan Sebastián Elcano, en el estado Mayor de Combate del portaaviones Dédalo y ha sido enlace con las Fuerzas Aliadas en Europa Meridional y Segundo Comandante de las Fuerzas Navales Aliadas en Europa Meridional dentro de la OTAN. Estuvo destinado en distintos puestos en la administración de la Armada.
Fue relevado de la Jefatura del Estado Mayor de la Armada el 18 de julio de 2008 por el almirante Manuel Rebollo García.
Trabajó para Navantia como asesor comercial desde el 2009 al 2018, año en el que se jubiló. 